# Egyptian Premier League 2015/16
Die Egyptian Premier League 2015/16 war die 59. Saison der Egyptian Premier League, der höchsten ägyptischen Meisterschaft im Fußball seit deren Einführung im Jahr 1948/49.

## Teilnehmende Mannschaften
Insgesamt nahmen seit 1948/49 65 verschiedene Mannschaften an der Meisterschaft teil, jedoch gelang es nur al Ahly Kairo und al Zamalek SC, an allen Meisterschaften teilzunehmen.
Folgende 18 Mannschaften nahmen in der Saison 2015/16 an der Egyptian Premier League teil:
| Mannschaft             | Ort                 | Stadion                        | Kapazität |
| ---------------------- | ------------------- | ------------------------------ | --------- |
| al Ahly Kairo          | Kairo               | Cairo International Stadium    | 74.100    |
| al-Ittihad Al-Sakndary | Alexandria          | Alexandria Stadium             | 13.660    |
| al-Masry               | Port Said           | Port-Said-Stadion              | 22.000    |
| al Mokawloon Al Arab   | Kairo               | Osman Ahmed Osman Stadium      | 35.000    |
| Aswan SC               | Assuan              | Aswan Stadium                  | 20.000    |
| El Dakhleya            | Kairo               | El Sekka El Hadeed Stadium     | 20.000    |
| El-Entag El-Harby      | Kairo               | Al-Salam Stadium               | 30,000    |
| ENPPI Club             | Kairo               | Petro Sport Stadium            | 25.000    |
| Ghazl El Mahalla SC    | El Mahalla El Kubra | El Mahalla Stadium             | 29.000    |
| Haras El-Hodood SC     | Alexandria          | Harras El-Hedoud Stadium       | 22.000    |
| Ismaily SC             | Ismailia            | Ismailia Stadium               | 18.525    |
| Ittihad El-Shorta      | Kairo               | Police Academy Stadium         | 22.000    |
| Misr El-Makasa         | Fayoum              | Fayoum Stadium                 | 10,000    |
| Petrojet FC            | Sues                | Suez Stadium                   | 25.000    |
| Smouha Sporting Club   | Alexandria          | Alexandria Stadium             | 13.660    |
| Tala’ea El-Gaish SC    | Kairo               | Gehaz El Reyada Stadium        | 22.000    |
| Wadi Degla FC          | Kairo               | Cairo Military Academy Stadium | 22,000    |
| al Zamalek SC          | Gizeh               | Cairo International Stadium    | 74.100    |

## Modus
Die Anzahl der Mannschaften wurde von 20 auf 18 verringert, wodurch in der Vorsaison fünf Mannschaften in die zweithöchste Spielklasse abstiegen und drei aufstiegen. Alle 18 Mannschaften spielen je zwei Mal gegeneinander.

## Tabelle
| Pl.                            | Verein                  | Sp. | S  | U  | N  | Tore    | Diff. | Punkte |
| ------------------------------ | ----------------------- | --- | -- | -- | -- | ------- | ----- | ------ |
| 1.                             | al Ahly Kairo           | 34  | 23 | 7  | 4  | 065:240 | +41   | 76     |
| 2.                             | al Zamalek SC (M, C)    | 34  | 20 | 9  | 5  | 049:250 | +24   | 69     |
| 3.                             | Smouha Sporting Club    | 34  | 13 | 16 | 5  | 045:370 | +8    | 55     |
| 4.                             | al-Masry                | 34  | 13 | 16 | 5  | 050:370 | +13   | 55     |
| 5.                             | Wadi Degla FC           | 34  | 14 | 12 | 8  | 038:310 | +7    | 54     |
| 6.                             | Ismaily SC              | 34  | 15 | 8  | 11 | 047:360 | +11   | 53     |
| 7.                             | El-Entag El-Harby (N)   | 34  | 13 | 13 | 8  | 038:260 | +12   | 52     |
| 8.                             | El Dakhleya             | 34  | 13 | 11 | 10 | 035:330 | +2    | 50     |
| 9.                             | Misr El-Makasa          | 34  | 12 | 11 | 11 | 047:410 | +6    | 47     |
| 10.                            | ENPPI Club              | 34  | 12 | 11 | 11 | 042:390 | +3    | 47     |
| 11.                            | Petrojet FC             | 34  | 12 | 10 | 12 | 035:310 | +4    | 46     |
| 12.                            | Tala’ea El-Gaish SC     | 34  | 9  | 14 | 11 | 034:350 | −1    | 41     |
| 13.                            | al Mokawloon Al Arab    | 34  | 10 | 11 | 13 | 034:420 | −8    | 41     |
| 14.                            | al-Ittihad Al-Sakndary  | 34  | 11 | 6  | 17 | 026:440 | −18   | 39     |
| 15.                            | Aswan SC (N)            | 34  | 8  | 11 | 15 | 015:280 | −13   | 35     |
| 16.                            | Ittihad El-Shorta       | 34  | 3  | 16 | 15 | 030:480 | −18   | 25     |
| 17.                            | Haras El-Hodood SC      | 34  | 4  | 7  | 23 | 017:520 | −35   | 19     |
| 18.                            | Ghazl El Mahalla SC (N) | 34  | 0  | 13 | 21 | 016:510 | −35   | 13     |
| Stand: Endstand (9. Juli 2016) |                         |     |    |    |    |         |       |        |

| (M) | amtierender Meister   |
| (C) | amtierender Cupsieger |
| (N) | Neuaufsteiger         |

## Torschützenliste
| Pl.                            | Name              | Mannschaft           | Tore |
| ------------------------------ | ----------------- | -------------------- | ---- |
| 01.                            | Hossam Paulo      | Smouha Sporting Club | 17   |
| 02.                            | Hossam Paulo      | Ismaily SC           | 14   |
| 02.                            | Nana Poku         | Misr El-Makasa       | 14   |
| 04.                            | Ahmed Raouf       | al-Masry             | 13   |
| 05.                            | Mahmoud Fathalla  | El-Entag El-Harby    | 12   |
| 05.                            | Malick Evouna     | al Ahly Kairo        | 12   |
| 05.                            | Momen Zakaria     | al Ahly Kairo        | 12   |
| 08.                            | Abdalla El Said   | al Ahly Kairo        | 11   |
| 08.                            | Stanley Ohawuchi  | Wadi Degla FC        | 11   |
| 10.                            | Kahraba           | al Zamalek SC        | 10   |
| 11.                            | Emmanuel Banahene | Ismaily SC           | 09   |
| 11.                            | Momen Zakaria     | Petrojet FC          | 09   |
| 11.                            | Mahmoud Kaoud     | ENPPI Club           | 09   |
| 11.                            | Mohamed Fadl      | al Mokawloon Al Arab | 09   |
| Stand: Entstand (9. Juli 2016) |                   |                      |      |